# 鸞

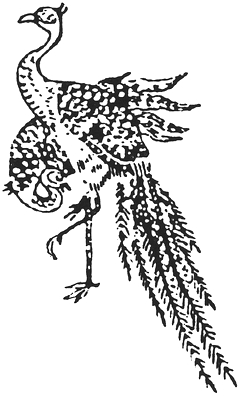
寺島良安『和漢三才図会』より「鸞」

鸞（らん）は中国神話の伝説の霊鳥。日本の江戸時代の百科事典『和漢三才図会』には、実在の鳥として記載されている。それによれば、中国の類書『三才図会』からの引用で、鸞は神霊の精が鳥と化したものとされている。「鸞」は雄の名であり、雌は「和」と呼ぶのが正しいとされる。鳳凰が歳を経ると鸞になるとも、君主が折り目正しいときに現れるともいい、その血液は粘りがあるために膠として弓や琴の弦の接着に最適とある。
実在の鳥類であるケツァール（キヌバネドリ目）の姿が、鸞の外観についての説明に合致するとの指摘もある。
伝説では、鸞の姿は大変美しく煌びやかだが、その派手さから雛鳥が怖がり、親鳥が持ってきた餌を口移しで食べない。そこであえて自分の羽を泥で汚して餌を雛鳥に与える。その伝説を浄土真宗では「阿弥陀如来の慈悲」を説く時の比喩話に使う。